# BBA B 360
Die Baureihe B 360 des Betriebes für Bergbauausrüstungen Aue (BBA) bezeichnet eine Akkumulatorlokomotive, die von 1980 bis 1991 gebaut wurde. Sie wurde hauptsächlich für die Bergbaubetriebe der SDAG Wismut gebaut, später aber auch in anderen Bergbaubetrieben der DDR sowie in verschiedenen Industriebetrieben eingesetzt. Mit ihren hohen Produktionsstückzahlen war die B 360 im Bergbau der DDR beinahe allgegenwärtig.

## Geschichte
Die B 360 beruht auf der Baureihe BBA Metallist und ist deren direkte Weiterentwicklung. Die Unterschiede sind marginal, sodass mitunter auch von der B 360 Metallist die Rede ist. Der Bau dieser Grubenlokomotive begann 1980, als sich abzeichnete, dass ein Teil der im Einsatz befindlichen Metallist und EL 61 aufgrund des Verschleißes ersetzt werden müssen. Von 1980 bis 1990 wurden mehrere hundert Stück in verschiedenen Varianten gebaut.
Technisch identisch ist die Reihe B 660, die aus zwei sogenannten Akkumulatortendern und einem als „Sänfte“ dazwischengehängten Führerstand aufgebaut ist.

## Konstruktive Merkmale

### Mechanik
Die Lokomotive besaß einen unten geschlossenen Außenrahmen, der die tragende Konstruktion darstellte und einen Endführerstand. Ausgeführt wurde sie mit einem geschweißten Rahmen. Als Feststellbremse verfügte sie über eine Handhebelbremse. Neben der normalen Kupplungsvariante konnte sie auch für die automatische Kupplung ausgerüstet werden. Hier betrug die Länge der Lok dann 2920 mm.

### Elektrik
Ausgeliefert wurde sie mit 2 verschiedenen Akkutypen. Batteriespannung 78 V mit einer Kapazität von 280 Ah und einer Batteriespannung von 80 V und einer Kapazität vom 260 Ah. Angetrieben wurde jede Achse mit einem Tatzlagerfahrmotor. Gesteuert wurden die parallel geschalteten Gleichstrom-Reihenschlussmotoren über Widerstände.
Mit dem Schleifringfahrschalter können die 5 Fahr- und 5 Bremsstufen ausgewählt werden. Die Lok verfügt über eine in den Fahrschalter integrierte Totmannschaltung, die mit dem linken Fuß betätigt wird. Sie dient dem Arbeitsschutz, indem sie verhindert, dass die Lok bedient wird, während der Lokführer sich außerhalb des Führerhauses befindet. Aufgrund des eingeschränkten Lichtraumes unter Tage hatte diese Arbeitsweise immer wieder zu schweren oder tödlichen Arbeitsunfällen geführt.
Als Richtungswahlschalter diente ein sogenannter Lokschlüssel, der nur in Neutralstellung abgezogen werden konnte. Diese verhinderte zusätzlich das Fahren führerloser Loks.

## Varianten
Im Zuge der Auffahrung des sogenannten Wismutstollns (eines Flügelortes des Tiefen Elbstollns vom Oppelschacht in Freital-Zauckerode zum Schacht 3 des einstigen Bergbaubetriebs „Willi Agatz“ der SDAG Wismut), der dauerhaft das Grubenfeld Gittersee entwässern soll, wurden 2006 wieder Akkuloks der Klasse B 360 und B 660 benötigt. Ein Neukauf bzw. Neuproduktion schied aus, die vorhandenen Maschinen waren, vor allem im Bereich der Fahrsteuerung zu verschlissen. Daher wurden mehrere B 360 und B 660 generalüberholt und auf Thyristorsteuerung mit Joystick umgestellt. Diese Loks erhielten die Zusatzbezeichnung electronics.
Eine B360 electronics ist im Feldbahnmuseum Herrenleite museal erhalten.